# Limbuš
Limbuš – wieś w Słowenii, w gminie miejskiej Maribor. W 2018 roku liczyła 1988 mieszkańców. 